# Großradl
Großradl est une ancienne commune autrichienne du district de Deutschlandsberg en Styrie.
Elle est aujourd'hui incorporée à la municipalité d'Eibiswald.